# 올레츠코군

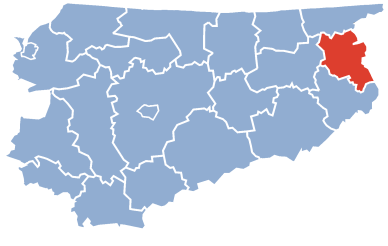
바르미아마주리주 지도에 표시된 올레츠코군의 위치

올레츠코군(폴란드어: powiat olecki)은 폴란드 바르미아마주리주에 위치한 군으로 군청 소재지는 올레츠코이며 면적은 873.83km2, 인구는 34,215명(2006년 기준), 인구 밀도는 39명/km2이다.
북쪽으로는 고우다프군, 동쪽으로는 포들라스키에주 수바우키군, 남쪽으로는 에우크군, 서쪽으로는 기지츠코군과 접한다. 4개 지방 자치체(1개 도시형 농촌, 3개 농촌)를 관할한다.

군기
군 문장